# Консепсьйон-дель-Уругвай
Консепсьйон-дель-Уругвай — місто в провінції Ентре-Ріос, Аргентина,  на західному березі річки Уругвай, за 320 кілометрів на північ від Буенос-Айреса. Кількість населення становить понад 65 000 жителів (за даними перепису 2001 року).